# Ari Bajgora
Ari Bajgora (* 2004) ist ein norwegischer Rapper.

## Leben
Bajgora hat kosovo-albanische Vorfahren und stammt aus dem Osloer Stadtteil Grünerløkka. Erste Aufmerksamkeit erhielt er bereits als Elfjähriger, als er mit dem Künstlernamen Lil Honey rappend als Straßenmusiker auftrat und eine Video-Aufzeichnung von Jenny Skavlan in den sozialen Medien gepostet wurde. Es folgte unter anderem ein Auftritt in der TV-Show God morgen Norge. Als 13-Jähriger trat er als Supporting Act für Kamelen und bei einem Konzert des US-amerikanischen Rappers 6ix9ine in Oslo auf.
Einige Zeit nachdem er erste Bekanntheit erlangte, begann er eigene Musik zu veröffentlichen. Im November 2023 zog er mit dem Lied Løsningsorienterte erstmals in die norwegischen Singlecharts ein. Im April 2024 veröffentlichte er die EP Situasjon Mixtape. Mit Situasjon und Utested hatte er im Jahr 2024 zwei Lieder in den Top 10 der Singlecharts. Beim norwegischen Musikpreis P3 Gull wurde Bajgora 2024 in der Newcomer-Kategorie ausgezeichnet. Zudem war er mit dem Lied Situasjon in der Kategorie für das „Lied des Jahres“ nominiert. Beim Spellemannprisen 2024 erhielt er ebenfalls eine Auszeichnung in der Newcomer-Kategorie. Zudem war er in der Hip-Hop-Kategorie nominiert.
Im Mai 2025 gab er sein Debütalbum Valget å gå, og vi gikk heraus. Das Album konnte sich auf dem ersten Platz der Albumcharts platzieren. Mit dem auf dem Album enthaltenen Lied Falle og slå seg erzielte Bajgora zudem seinen ersten Nummer-eins-Hit in den norwegischen Singlecharts.

## Auszeichnungen
P3 Gull
- 2024: „Durchbruch des Jahres“
- 2024: Nominierung in der Kategorie „Lied des Jahres“ (für Situasjon)[7]

Spellemannprisen
- 2024: „Durchbruch des Jahres“
- 2024: Nominierung in der Kategorie „Hip Hop“

## Diskografie

### Alben
| Jahr | Titel                   | Höchstplatzierung, Gesamtwochen, AuszeichnungChartsChartplatzierungen (Jahr, Titel, Platzierungen, Wochen, Auszeichnungen, Anmerkungen) | Anmerkungen                        |
| Jahr | Titel                   | NO | Anmerkungen                        |
| ---- | ----------------------- | --- | ---------------------------------- |
| 2025 | Valget å gå, og vi gikk | NO1 (… Wo.)NO | Erstveröffentlichung: 21. Mai 2025 |

### EPs
- 2024: Situasjon Mixtape

### Singles
| Jahr | Titel Album                                 | Höchstplatzierung, Gesamtwochen, AuszeichnungChartsChartplatzierungen (Jahr, Titel, Album, Platzierungen, Wochen, Auszeichnungen, Anmerkungen) | Anmerkungen                             |
| Jahr | Titel Album                                 | NO | Anmerkungen                             |
| --- | ------------------------------------------- | --- | --------------------------------------- |
| 2023 | Løsningsorienterte Situasjon Mixtape        | NO37 (1 Wo.)NO | Erstveröffentlichung: 16. November 2023 |
| 2024 | Situasjon Situasjon Mixtape                 | NO10 (17 Wo.)NO | Erstveröffentlichung: 3. April 2024     |
| 2024 | Utested –                                   | NO6 (… Wo.)NO | Erstveröffentlichung: 7. Juni 2024      |
| 2024 | Big Steppa –                                | NO21 (2 Wo.)NO | Erstveröffentlichung: 1. November 2024  |
| Folgende Lieder erschienen nicht als Single, wurden aber durch das Album zum Download und Streaming bereitgestellt und konnten somit eine Platzierung erlangen: |                                             | |                                         |
| |                                             | |                                         |
| 2025 | Falle og slå seg Valget å gå, og vi gikk    | NO1 (… Wo.)NO |                                         |
| 2025 | Alt du trenger Valget å gå, og vi gikk      | NO3 (… Wo.)NO |                                         |
| 2025 | Hvis jeg kunne fly Valget å gå, og vi gikk  | NO14 (… Wo.)NO |                                         |
| 2025 | Koster å være kar Valget å gå, og vi gikk   | NO21 (… Wo.)NO |                                         |
| 2025 | Kanskje til nytte Valget å gå, og vi gikk   | NO24 (5 Wo.)NO |                                         |
| 2025 | Stjernestøv Valget å gå, og vi gikk         | NO35 (6 Wo.)NO | mit Jonatan Brox                        |
| 2025 | Sirkler & kvadrater Valget å gå, og vi gikk | NO45 (3 Wo.)NO | mit Lars Vaular                         |
| 2025 | Fader Franklin Valget å gå, og vi gikk      | NO72 (1 Wo.)NO |                                         |

Weitere Singles
- 2019: Hei mamma, jeg…
- 2019: Daglig
- 2019: Jeg
- 2020: Hei pappa, jeg…
- 2020: Rapunzel (Remix) (mit Ovidicio)
- 2020: Daglig (Remix) (mit Magnus Foss)
- 2022: Thorvald Meyers Sønner (mit Peder Nord)
- 2023: 04 Orcl (mit Tommy Tee und Oscar Blesson)
- 2023: 12 MarleyCrib (mit Tommy Tee und Danny Slim)
- 2024: Players (mit Tyr)
- 2024: Dreams (mit Tommy Tee, 2J und Rambow)
- 2025: Tipp topp humør (mit OnklP, Joddski und Salvador Sanchez)